# Leyla Onur
Leyla Onur z domu Akdağ (ur. 8 stycznia 1945 w Brunszwiku) – niemiecka polityk, nauczycielka i samorządowiec tureckiego pochodzenia, posłanka do Parlamentu Europejskiego III kadencji, posłanka do Bundestagu.

## Życiorys
Jej ojciec w 1937 przybył do Niemiec z Turcji na studia inżynierskie, matka była zaś krawcową. Kształciła się w zakresie krawiectwa, w 1965 zdała egzamin maturalny. Następnie studiowała nauki społeczne i germanistykę. Od 1971 do 1989 pracowała jako nauczycielka w gimnazjach i szkołach zawodowych w Brunszwiku.
W 1973 związała się z Socjaldemokratyczną Partią Niemiec. Z jej ramienia od 1976 do 1989 zasiadała w radzie miejskiej, a od 1986 do 1992 był zastępcą burmistrza Brunszwiku. Należała do lokalnej egzekutywy SPD, zaś w 1991 objęła kierownictwo nad strukturami partii w Brunszwiku. W 1989 uzyskała mandat posłanki Parlamentu Europejskiego jako pierwsza w historii osoba o tureckim pochodzeniu. Dołączyła do grupy socjalistycznej, należała m.in. do Komisji ds. Polityki Regionalnej i Planowania Regionalnego, Komisji ds. Socjalnych, Zatrudnienia i Środowiska Pracy oraz delegacji do Wspólnej Komisji Parlamentarnej UE-Turcja. W latach 1994–2002 zasiadała w Bundestagu. W 2002 nie ubiegała się o reelekcję.
Zamężna, ma dwoje dzieci.